# Applied Materials

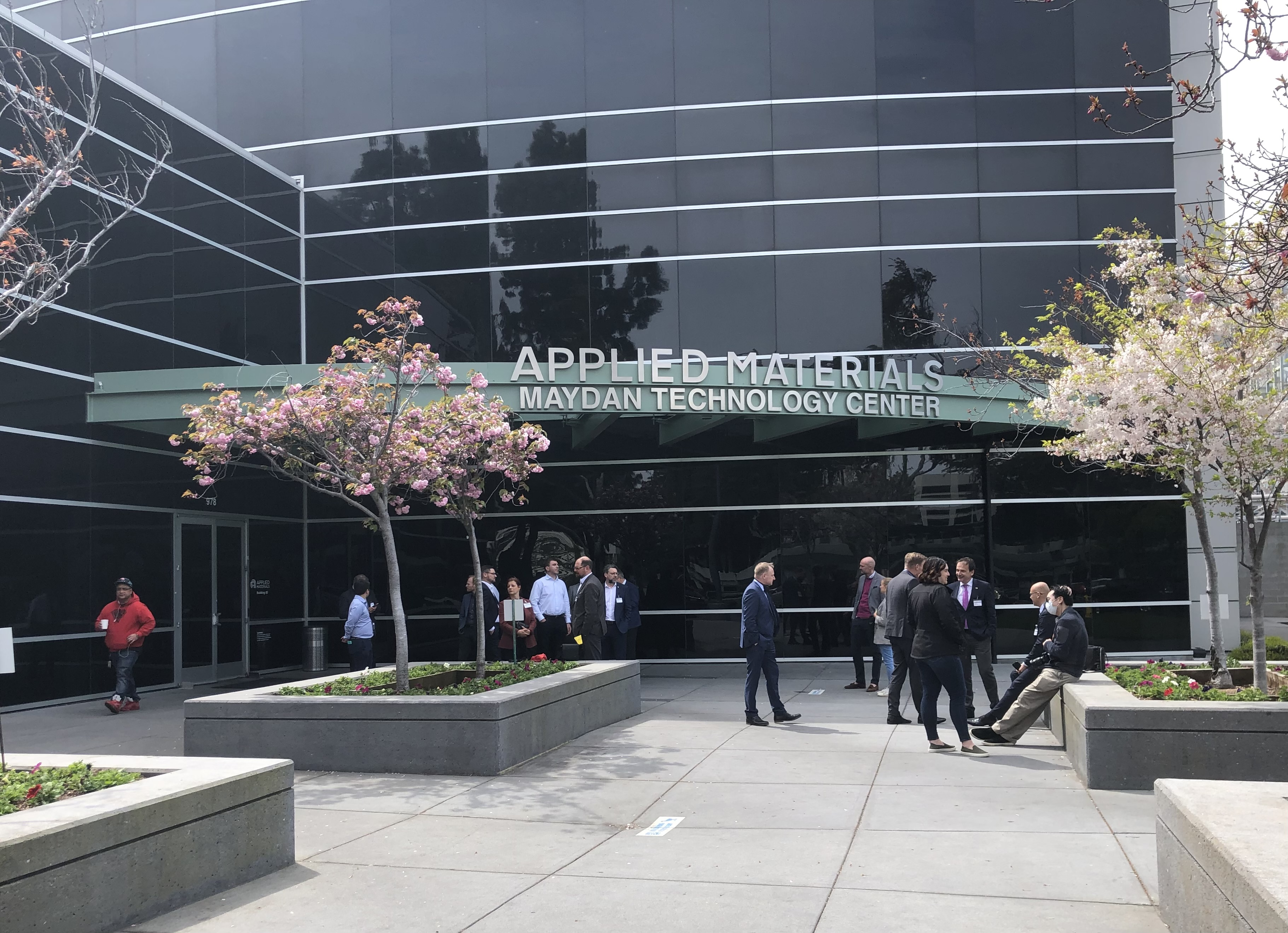
Sitz in Santa Clara, 2023

Die Firma Applied Materials (AMAT) ist ein US-amerikanischer Hersteller von Anlagen für die Halbleiterindustrie mit Sitz in Santa Clara, Kalifornien im Silicon Valley.
Applied Materials wurde 1967 von Michael A. McNeilly und anderen gegründet und ist seit 1972 börsennotiert.
Applied Materials stellt Fertigungsanlagen für die Halbleiterindustrie her, unter anderem zur Herstellung von dünnen Schichten (z. B. Sputterdepositionsanlagen). Damit gefertigte Produkte sind unter anderem integrierte Schaltkreise, Solarzellen/Solarmodule und organischen Leuchtdioden (OLED).
Weiterhin bietet das Unternehmen weitere Systeme für die Herstellung dieser Produkte an, beispielsweise Wafer-Transport- und -Hantierungssysteme, die für die weitgehend automatische Produktion in der Industrie notwendig sind.
Am 7. Juli 2006 hatte Applied Materials die Übernahme von Applied Films aus Longmont (Colorado) (Umsatz 2005 etwa 200 Millionen US-Dollar) abgeschlossen, einer Firma, die sich auf die Herstellung von Produktionsanlagen für Flachbildschirme, Solarzellen, OLEDs und beschichteten Kunststoffen spezialisiert hatte. Diese hatte zuvor, nach der Teilung der Leybold AG im Jahre 1994 und Abspaltung der Leybold Optics sowie der Leybold Systems GmbH in Hanau größere Firmenbereiche von Leybold in Deutschland aufgekauft, welche jetzt das Hauptgeschäft des Unternehmens bilden. Forschung, Entwicklung und Produktion der Maschinen finden hauptsächlich in Alzenau statt, wo auch der Großteil der Mitarbeiter beschäftigt wird.
Die Übernahme des Konkurrenten Semitool Inc. wurde Ende Dezember 2009 abgeschlossen.
Nachdem sich die Firma von der Herstellung von Ionenimplantern zurückgezogen hatte, übernahm sie im Jahr 2011 den Marktführer bei Implantern Varian Semiconductor, ein Spin-off der Varian Associates, für 4,9 Milliarden US-Dollar.
Die im September 2013 angekündigte Fusion mit Tokyo Electron, der Nummer 3 der Halbleiterausrüster bezüglich des Börsenwerts, hätte zu einem amerikanisch-japanischen Unternehmen mit einem Wert von rund 29 Milliarden US-Dollar geführt, wurde jedoch im April 2015 abgesagt.